# Tomáš Poláček (novinář)
Tomáš Poláček (* 21. prosince 1977 Prostějov) je český novinář a cestovatel. 

## Život
V roce 2000 začal přispívat do Mladé fronty DNES, kterou opustil po čtrnácti letech v roce 2014. Rovněž přispívá do magazínu Reportér. V roce 2008 se vydal autostopem na olympiádu do Pekingu. Roku 2015 následovala velká cesta autostopem z Česka přes Sibiř do Severní Ameriky a následně až na jih do Ohňové země. Z cesty sepsal knihu STOP: Světové tažení ochmelky Poláčka. V roce 2017 vydal knižní rozhovor s jazzovým trumpetistou Lacem Déczim pod názvem Totálně vytroubený mozek. Téhož roku se vydal na další velkou cestu stopem, tentokrát ze Střelkového mysu v Africe na Střelecký ostrov v Praze. Tuto cestu popisuje ve své další knize Poslední stop: Afrika (2018). Od roku 2019 uvádí podcast (Ne)blázni.